# Dendropicos goertae
El pito gris occidental (Dendropicos goertae) es una especie de ave piciforme de la familia Picidae que vive en el África subsahariana. 

## Descripción

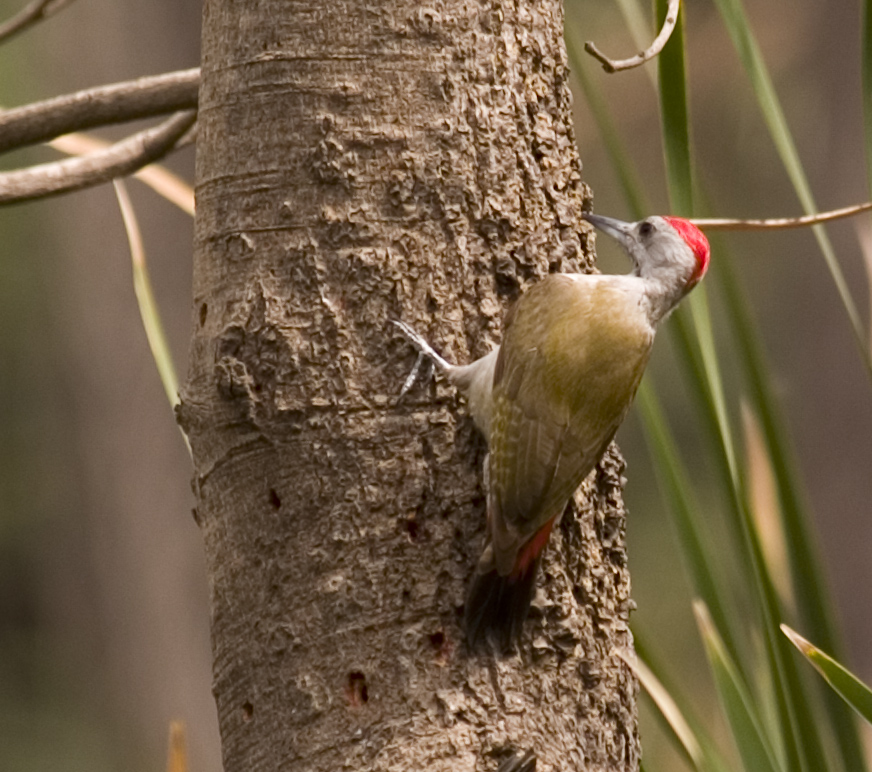
Macho en Senegal.

El pito gris occidental mide unos 20 cm de largo. Tiene la forma típica de los pájaros carpinteros. El plumaje de sus partes superiores es verde sin marcas, mientras que sus partes inferiores cabeza y cuello de color gris claro. Su pico es negruzco. Tiene el obispillo al igual que una pequeña mancha en el vientre. Los machos presentan el píleo y la nuca rojos, franja de la que carecen las hembras. Los individuos inmaduros son similares a las hembras aunque con las partes rojas más apagadas y con cierto barrado en los flancos.

## Hábitat
Se encuentra ampliamente distribuido por el África ecuatorial, en bosques y zonas de matorral.

## Comportamiento
Como los demás pájarios carpinteros es insectívoro y captura a sus presas con su larga lengua tras sacarlos picando en los troncos. 